# 索科利夫卡 (比布爾卡市鎮)
49°34′4″N 24°18′27″E / 49.56778°N 24.30750°E
索科利夫卡（羅馬化：Sokolivka）是烏克蘭西部的村莊，隸屬利維夫州的斯特雷區。該村面積0.66平方公里，海拔高度291米，2001年人口100，人口密度每平方公里151.52人。